# Kristian Sæverås
Kristian Sæverås, född 22 juni 1996, är en norsk handbollsmålvakt som spelar för SC DHfK Leipzig och det norska landslaget.

## Meriter
Med klubblag
- Dansk mästare 2019 och 2020 med Aalborg Håndbold
- Dansk cupmästare 2018 med Aalborg Håndbold
- Dansk supercupmästare 2019 med Aalborg Håndbold

Med landslag
- EM 2020 i Sverige/Norge/Österrike:  Brons